# Jozef Kroner

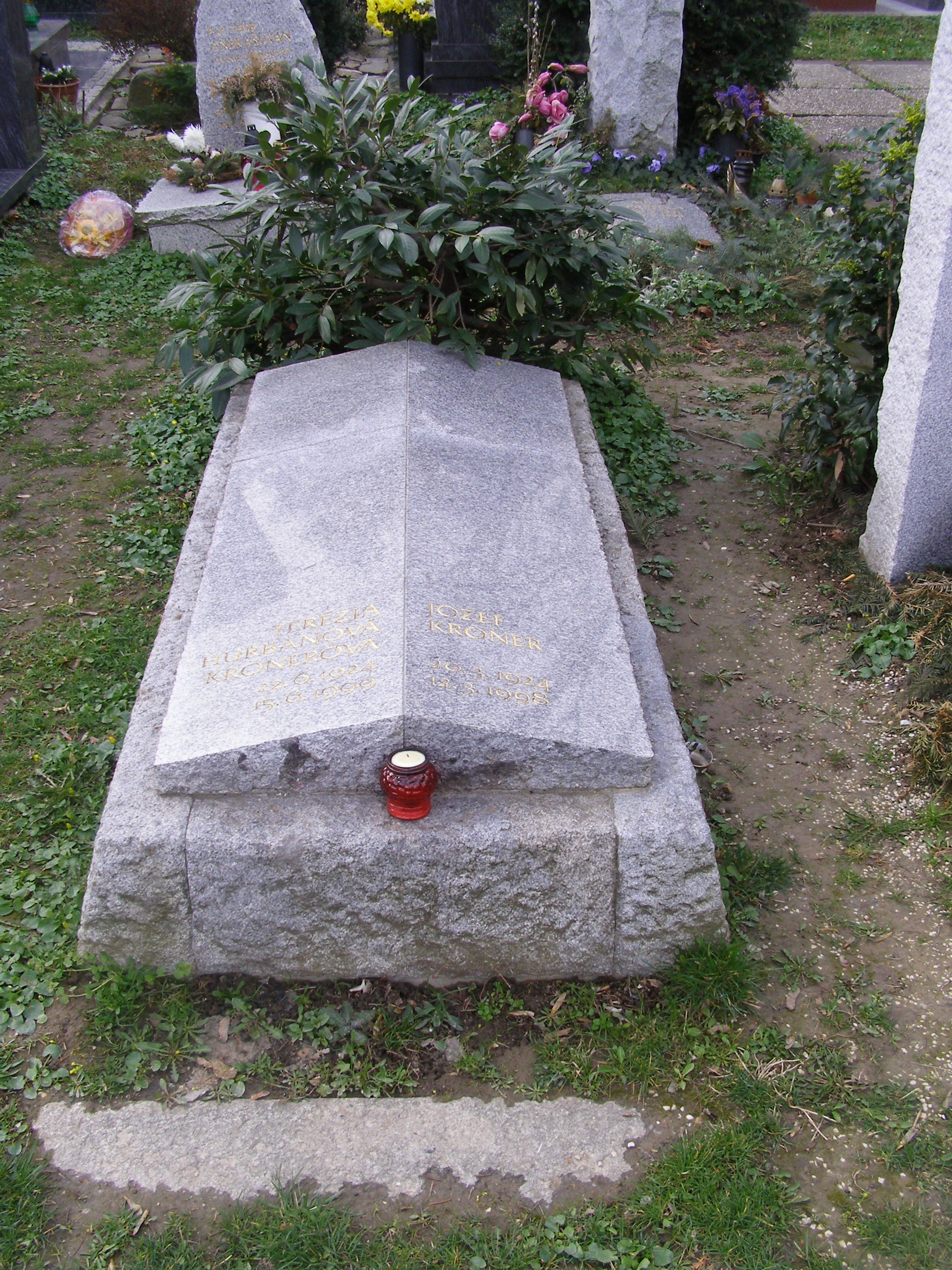
Grab von Jozef Kroner und seiner Frau am Friedhof Slávičie údolie in Bratislava

Jozef Kroner (oft fälschlich Króner geschrieben) (* 20. März 1924 in Staškov; † 12. März 1998 in Bratislava) war ein slowakischer Schauspieler, eine herausragende Persönlichkeit des Films in der ehemaligen Tschechoslowakei. Er spielte Hauptrollen auch in vielen tschechischen und ungarischen Filmen. Bei einer Abstimmung slowakischer Filmjournalisten im Jahr 2000 wurde er zum besten slowakischen Schauspieler des 20. Jahrhunderts gewählt.

## Leben
Kroner kam aus einer Familie mit 12 Kindern (davon sind sieben Schauspieler geworden). Er hat nie Schauspiel studiert. Kroner war als Lackierer in Trenčín tätig, später wurde er mit der Führung einer Werkstatt in Považská Bystrica beauftragt. In dieser Zeit spielte er als Laiendarsteller im Amateurtheater. 1948 erhielt er sein erstes Engagement an einem slowakischen Kammertheater (Armeetheater) in Turčiansky Svätý Martin. Von 1956 bis zu seiner Pensionierung 1984 wirkte er im Schauspielhaus des Slowakischen Nationaltheaters in Bratislava.
Sein Filmdebüt hatte Kroner 1950 in Ján Kadárs Katka. Internationale Bekanntheit erlangte er 1965 durch seine Rolle als slowakischer Arisierer in Obchod na korze unter der Regie von Ján Kadár und Elmar Klos. Auf dem Filmfestival in Cannes 1965 erhielt er für seine schauspielerische Leistung in dem auf einer Vorlage von Ladislav Grosman basierende Film gemeinsam mit Ida Kamińska eine Besondere Erwähnung. Kroner wurde dafür auch auf dem Filmfestival der Werktätigen der ČSSR als bester Schauspieler ausgezeichnet. In den 1970er Jahren trat er in mehreren ungarischen Filmen, darunter dem von der Filmkritik gelobten Vegül von Gyula Maár. Seine Rolle des alten Pichanda, eines vielseitigen Oberhaupts einer slowakischen Familie vor dem Ersten Weltkrieg, in der epischen Chronik Tausendjährige Biene (1982) war der markanteste seiner Auftritte in drei tschechoslowakisch-bundesdeutschen Koproduktionen des Jahres 1982.
Im Jahr 1967 wurde Kroner „Verdienter Künstler“ und 1978 Nationalkünstler der Tschechoslowakei. 1970 veröffentlichte er sein erstes von mehreren Büchern über die Schauspielerei. Der Filmregisseur Fero Fenič verfilmte Kroners Leben 1985 im Fernsehfilm Trate života Josefa Kronera. Kroner wurde 1989 für den Europäischen Filmpreis als Bester Darsteller für seine Rolle im Film Ti, kojto si nebeto nominiert.
Auch sein Neffe Ján Kroner und seine Tochter Zuzana Kronerová sind bekannte Schauspieler.

## Bibliografie
- 1970 Herec na udici (Der Schauspieler auf dem Fischhaken)
- 1974 Herec nielen na udici (Der Schauspieler nicht nur auf dem Fischhaken)
- 1979 S kamerou a s udicou (Mit Filmkamera und Fischhaken)
- 1982 Neobyčajný testament (Ungewöhnliches Testament)
- 1983 O rybke Beličke (Der Fisch Belička)

## Filmografie
- 1949: Katka
- 1951: Akce B
- 1953: Morgendämmerung (Pole neorané)
- 1954: Drevená dedina
- 1955: Štvorylka
- 1956: Čert nespí
- 1957: Posledná bosorka
- 1957: Zemianska česť
- 1958: Statočný zlodej
- 1958: Das Glück kommt am Sonntag (Šťastie príde v nedeľu)
- 1960: Jerguš Lapin
- 1961: Gebändigte Ströme (Pokorené rieky)
- 1962: Mitternachtsmesse (Polnočná omša)
- 1962/63: Janosik, der Held der Berge (2 Teile) (Jánošík)
- 1965: Das Geschäft in der Hauptstraße (Obchod na korze)
- 1965: Kubo
- 1966: Komödiantenwagen (Lidé z maringotek)
- 1967: Muž, který stoupl v ceně
- 1968: Dialóg 20–40–60
- 1968: Muž, ktorý lže
- 1968: Traja svedkovia
- 1969: Die Lümmel auf Tonis Hof (Tony, tobě přeskočilo)
- 1969: Sehnsucht genannt Anada (Touha zvaná Anada)
- 1970: Pán si neželal nič
- 1970: Rysavá jalovica
- 1972: Zajtra bude neskoro
- 1973: Hirtenlied (Očovskě pastorále)
- 1973: Die Reise nach San Jaga (Putování do San Jaga)
- 1974: Végül
- 1975: Pacho, hybský zbojník
- 1976: Stratená dolina
- 1976: Sváko Ragan
- 1976: Faxen (Teketória)
- 1977: Vianočné oblátky
- 1979: A téglafal mögött
- 1979: Mišo
- 1981: Die Mahd der Habichtswiese (Kosenie Jastrabej lúuky)
- 1981: Megáll az idő
- 1981: Tegnap elött
- 1982: Tausendjährige Biene (Tisícročná včela)
- 1982: Der andere Blick (Egy másra nézve)
- 1982: Deadly Game
- 1982: Der größte Stubenhocker der Welt (Popolvár najväčší na svete)
- 1982: Wettlauf mit der Sonne (Preludy poušte)
- 1982: Der Salzprinz (Soľ nad zlato)
- 1983: Gekauftes Leben (Mrtvi učia živých)
- 1987: Nedaleko do neba
- 1987: Az utolsó kézirat
- 1987: Můj přítel d’Artagnan
- 1988: Lovec senzací
- 1988: Vlakári
- 1989: Ti, kojto si nebeto
- 1991: Árnyék a havon
- 1992: Das Erbe oder: Fuckoffjungsgutntag (Dědictví aneb Kurvahošigutntag)
- 1994: Vášnivý polibek
- 1995: …ani smrt nebere!
- 1995: Der Schlüssel zum Glück (Tajomstvo šťastia)